# 霍頓維爾 (印地安納州)
霍頓維爾（英語：Hortonville）是位於美國印地安納州漢密爾頓縣的一個非建制地區。該地的面積和人口皆未知。